# Set di LEGO Star Wars
Questa voce contiene tutti i set LEGO Star Wars usciti dal 1999 ad oggi. Il sottotema ha prodotto numerosi set basati sui film della saga, le serie animate e l'Universo espanso.
Nel 1999 sono usciti per la prima volta i set basati sui film Guerre stellari, L'Impero colpisce ancora, Il ritorno dello Jedi e La minaccia fantasma. Nel 2002 sono stati prodotti i set del film L'attacco dei cloni mentre nel 2005 quelli de La vendetta dei Sith. Dal 2008 è iniziato il tema basato sul film The Clone Wars e sulla serie omonima. Dal 2012 ad oggi, con l'acquisizione della Lucasfilm da parte della The Walt Disney Company, sono stati pubblicati i set della serie Rebels (2014), de Il risveglio della Forza (2015), Rogue One (2016), Gli ultimi Jedi (2017) e Solo (2018). Dal 2004 è iniziato il rilascio di prodotti parte dell'Universo espanso (noto come Star Wars Legends) da quando è stato ridefinito il canone nel 2014.

## Guerre stellari
Il sottotema di LEGO Star Wars dedicato al film Guerre stellari e agli altri film della trilogia originale, è uscito per la prima volta nel 1999 col nome di Classic Star Wars. Gli eventi di questi episodi sono presenti anche nei videogiochi LEGO Star Wars II: La trilogia classica e LEGO Star Wars: La saga completa.
Di seguito una lista di tutti i set di Guerre stellari:
| Nome                                    | Numero         | Minifigure | Anno           | Prezzo        | Pezzi       |
| --------------------------------------- | -------------- | --- | -------------- | ------------- | ----------- |
| Landspeeder                             | 7110           | Luke Skywalker, Ben Kenobi | 1999           | $5.99         | 47          |
| X-wing Fighter                          | 7140/7142      | R2-D2, Luke Skywalker (pilota ribelle), Biggs Darklighter, Rebel mechanic | 1999/2002      | $30.00/$29.99 | 263         |
| TIE Fighter & Y-wing                    | 7150/7152/7262 | Dart Fener, R4-D5, Dutch Vander (pilota ribelle) | 1999/2002/2004 | $49,99        | 407/407/412 |
| Millennium Falcon (version 1)           | 7190           | R2-D2, C-3PO, Ian Solo, Principessa Leila, Luke Skywalker, Chewbecca | 2000           |               | 659         |
| X-wing Fighter                          | 7191           | Nessuna | 2000           |               | 1304        |
| Droid Escape                            | 7106           | C-3PO, R2-D2 | 2001           |               | 44          |
| TIE Fighter                             | 7146           | TIE Pilot, Stormtrooper | 2001           |               | 169         |
| T-16 Skyhopper                          | 4477           | Skyhopper Pilot | 2003           | $14.99        | 96          |
| Mos Eisley Cantina                      | 4501           | Ian Solo, Luke Skywalker, Obi-Wan Kenobi, Greedo, Sandtrooper | 2004           | $29.99        | 193         |
| Millennium Falcon (version 3)           | 4504           | Ian Solo (Hoth), Chewbecca, Principessa Leila (Hoth), Imperial Snowtrooper | 2004           |               | 985         |
| TIE Fighter Collection                  | 10131          | Dart Fener, Droid Brain, TIE pilot (due) | 2004           | $69.99        | 682         |
| TIE Fighter                             | 7263           | Dart Fener, pilota di un caccia TIE | 2005           | $19.99        | 159         |
| Sandcrawler (Version 1)                 | 10144          | Jawa (tre), Owen Lars, C-3PO, R2-D2, R1-G4, Gonk droid, droide ASP, R5-D4, droide Treadwell | 2005           | $139.99       | 1 669       |
| Imperial Star Destroyer                 | 6211           | Grand Moff Tarkin, Stormtrooper (due), Dart Fener, Guardia Reale dell'Imperatore (due), Ufficiale Imperiale, R2-D5, droide Mouse | 2006           | $99.99        | 1366        |
| Y-wing Fighter                          | 7658           | Y-wing Pilot, R4-D5 | 2007           |               | 454         |
| Imperial Landing Craft                  | 7659           | Imperial pilot, Sandtrooper Squad Leader (due), Stormtrooper (due) | 2007           |               | 471         |
| Chrome C-3PO                            | TC-14          | C-3PO (Chrome) | 2007           |               | 3           |
| Imperial Dropship                       | 7667           | Shadow Trooper, Stormtrooper (tre) | 2008           |               | 81          |
| Rebel Scout Speeder                     | 7668           | Rebel Scout Trooper (quattro) | 2008           |               | 82          |
| Death Star                              | 10188          | Luke Skywalker (Stormtrooper), Luke Skywalker (long hair), Luke Skywalker (Jedi with black hand), Ian Solo (Stormtrooper), Ian Solo (flesh with brown legs), Chewbecca, Death Star Trooper (due), Dart Fener (new torso), Principessa Leila (flesh), Stormtrooper (due), Ben Kenobi (hooded), Imperatore Palpatine (new torso) C-3PO (pearl gold), R2-D2 (new head), R2-Q5 (new head), Grand Moff Tarkin, Emperor's Royal Guard (due), Assassin Droid, MSE-6, Interrogation Droid, Imperial Protocol Droid, Dianoga | 2008           |               | 3803        |
| Mid-Scale Millennium Falcon (version 5) | 7778           | Nessuna | 2009           |               | 356         |
| Dart Fener's TIE Fighter                | 8017           | Dart Fener (new torso) | 2009           |               | 251         |
| Tantive IV                              | 10198          | Principessa Leila (flesh), C-3PO (pearl gold), R2-D2 (new head), Captain Antilles, Rebel Trooper | 2009           |               | 1408        |
| Chrome Dart Fener                       | 4547551        | Dart Fener (Chrome) | 2009           |               | 7           |
| Luke`s Landspeeder                      | 8092           | Luke Skywalker (flesh, new face), Ben Kenobi (flesh, new face), R2-D2 (new head), C-3PO (pearl gold), Sandtrooper (black pauldron), Imperial Sentry Droid | 2010           |               | 163         |
| Mid-Scale Imperial Star Destroyer       | 8099           | Nessuna | 2010           |               | 423         |
| Millennium Falcon (version 6)           | 7965           | Luke Skywalker, Obi-Wan Kenobi, Ian Solo, Chewbecca, Principessa Leila, Dart Fener | 2011           |               | 1237        |
| Droid Escape                            | 9490           | C-3PO (new print), R2-D2, Sandtrooper (Squad Leader), Sandtrooper (Sergeant) | 2012           |               | 137         |
| TIE Fighter                             | 9492           | Death Star Trooper (new helmet), Imperial Officer (black hands), R5-J2, TIE Fighter Pilot | 2012           |               | 418         |
| X-wing                                  | 9493           | Luke Skywalker (pilot), R2-D2, Jek Porkins, R5-D8 | 2012           |               | 533         |
| Gold Leader's Y-wing                    | 9495           | Gold Leader, R5-F7, Principessa Leila (cerimonia) | 2012           |               | 396         |
| Red Five X-Wing Starfighter             | 10240          | R2-D2 | 2013           |               | 1559        |
| Mos Eisley Cantina                      | 75052          | Luke Skywalker, Obi-Wan Kenobi, Ian Solo, Sandtrooper, Greedo, Bith (tre), Dewback | agosto 2014    |               | 616         |
| Sandcrawler (Version 2)                 | 75059          | Jawa (quattro), Owen Lars, Luke Skywalker, C-3PO (new 2014 paint scheme), R2-D2, R2 Unit, R1 Series Droid, R5-D4, Gonk Droid, Treadwell Droid | 2014           |               | 3296        |
| 75081 T-16 Skyhopper                    | 75081          | Skyhopper Pilot (Redesign), Tusken Raider (Redesign) | 2015           |               | 247         |
| Palpatine's Shuttle                     | 911617         | palpatine's shuttle, magazine gift | 2016           |               | 37          |
| Microfighters super Pack 3 x 1          | 66453          | series 3 microfighters: First Order Snowspeeder, Tie advanced Prototype and wookie gunship. | 2016           |               | 268         |
| Microfighters Super Pack 3 x 1          | 66452          | series 3 microfighters: Resistance X-Wing Fighter, The Ghost and AT-DP | 2016           |               | 267         |
| Death Star ultimate kit                 | 5005217        | Death Star final duel e Death Star | 2016           |               | 4740        |

### Set Ultimate-Collectors-Series
| Nome                        | Numero | Anno | Pezzi |
| --------------------------- | ------ | ---- | ----- |
| X-Wing Fighter              | 7191   | 2000 | 1,304 |
| Rebel Blockade Runner       | 10019  | 2001 | 1,748 |
| Imperial Star Destroyer     | 10030  | 2002 | 3,104 |
| TIE Fighter Collection      | 10131  | 2004 | 682   |
| Y-Wing Attack Starfighter   | 10134  | 2004 | 1,473 |
| Sandcrawler (Version 1)     | 10144  | 2005 | 1,669 |
| Fener's TIE Advanced        | 10175  | 2006 | 1,212 |
| Millennium Falcon           | 10179  | 2007 | 5,195 |
| Death Star                  | 10188  | 2007 | 3,803 |
| R2-D2                       | 10225  | 2012 | 2,127 |
| Red Five X-Wing Starfighter | 10240  | 2013 | 1,559 |
| Sandcrawler (Version 2)     | 75059  | 2014 | 3,296 |
| Slave I                     | 75060  | 2015 | 1,996 |
| TIE Fighter                 | 75095  | 2015 | 1,685 |
| Assault on Hoth             | 75098  | 2016 | 2,144 |
| The Death Star              | 75159  | 2016 | 4,016 |

### Mini set
| Nome                               | Numero | Anno | Pezzi |
| ---------------------------------- | ------ | ---- | ----- |
| Mini TIE Fighter                   | 3219   | 2002 | 12    |
| Mini X-wing Fighter & TIE Advanced | 4484   | 2003 | 76    |
| Mini Star Destroyer                | 4492   | 2004 | 86    |
| Mini X-wing Fighter                | 6963   | 2004 | 76    |
| Mini TIE Fighter                   | 8028   | 2008 | 44    |

### Set TECHNIC
| Nome         | Numero | Anno | Pezzi |
| ------------ | ------ | ---- | ----- |
| C-3PO        | 8007   | 2001 | 339   |
| Stormtrooper | 8008   | 2001 | 361   |
| R2-D2        | 8009   | 2002 | 242   |
| Dart Fener   | 8010   | 2002 | 397   |

## L'Impero colpisce ancora
Il sottotema di LEGO Star Wars dedicato al film L'Impero colpisce ancora e agli altri film della trilogia originale, è uscito per la prima volta nel 1999 col nome di Classic Star Wars. Gli eventi di questi episodi sono presenti anche nei videogiochi LEGO Star Wars II: La trilogia classica e LEGO Star Wars: La saga completa.
Di seguito una lista di tutti i set de L'Impero colpisce ancora:
| Nome                      | Numero    | Minifigure | Anno        | Prezzo          | Pezzi |
| ------------------------- | --------- | --- | ----------- | --------------- | ----- |
| Snowspeeder               | 7130      | Luke Skywalker, Dak Ralter, Hoth rebel trooper                                                                                       | 1999        | $19.99          | 212   |
| Star Wars n. 1            | 3340      | Imperatore Palpatine (mani nere), Darth Maul, Dart Fener                                                                             | 2000        |                 | 25    |
| Boba Fett's Slave I       | 7144      | Boba Fett, Ian Solo (carbonite) | 2000        |                 | 165   |
| Twin-Pod Cloud Car        | 7119      | Lobot | 2002        |                 | 117   |
| Jedi Master Yoda          | 7194      | Nessuna | 2002        |                 | 1,075 |
| TIE Bomber                | 4479      | pilota di un caccia TIE | 2003        | $29.99          | 229   |
| Imperial AT-AT            | 4483      | Luke Skywalker (pilota ribelle), pilota di un AT-AT, Snowtrooper (due)                                                               | 2003        | $99.99          | 1 064 |
| Cloud City                | 10123     | Dart Fener, Luke Skywalker, Stormtrooper, Boba Fett, Principessa Leila, Ian Solo, Lando Calrissian                                   | 2003        | $99.99          | 698   |
| Rebel Snowspeeder         | 4500      | Luke Skywalker (pilota), Dak Ralter, Soldato ribelle (Hoth)                                                                          | 2004        | $19.99          | 214   |
| X-wing Fighter            | 4502      | Luke Skywalker (Dagobah), R2-D2, Yoda                                                                                                | 2004        | $49.99          | 563   |
| Millennium Falcon         | 4504      | Ian Solo (Hoth), Snowtrooper, Principessa Leila (Hoth), Chewbecca, C-3PO                                                             | 2004        | $99.99          | 985   |
| Slave I                   | 6209      | Boba Fett, IG-88, Dengar, Ian Solo (carbonite), guardia di Bespin                                                                    | 2006        | $49.99 / €64.99 | 537   |
| X-wing Fighter            | 6212      | Luke Skywalker (pilota ribelle), Wedge Antilles, Ian Solo, Principessa Leila, R2-D2, Chewbecca                                       | 2006        | $49.99          | 437   |
| Hoth Rebel Base           | 7666      | Luke Skywalker, Dak Ralter (flesh), Rebel Hoth trooper (flesh) (due), Snowtrooper (due), K-3PO                                       | 2007        |                 | 548   |
| Motorized Walking AT-AT   | 10178     | Luke Skywalker, General Veers, AT-AT Pilot, Snowtrooper                                                                              | 2007        |                 | 1,137 |
| Echo Base                 | 7749      | Ian Solo (flesh) (Hoth outfit), Taun-Taun, Rebel Hoth trooper (flesh, new visors) (due), Snowtrooper (due)                           | 2009        |                 | 155   |
| Rebel Trooper Battle Pack | 8083      | Hoth Rebel Trooper (due, w/ new hat), Hoth Rebel Officer, Rebel Pilot (Zev Senesca)                                                  | 2009        |                 | 79    |
| Snowtrooper Battle Pack   | 8084      | Snowtrooper (due), Imperial Commander, AT-AT Pilot (new helmet)                                                                      | 2009        |                 | 74    |
| White Boba Fett           | 2853835-1 | Boba Fett (bianco) | 2010        |                 | 5     |
| Boba Fett's Slave I       | 8097      | Boba Fett (new design), Bossk, Ian Solo, Ian Solo (Carbonite, new design)                                                            | 2010        |                 | 573   |
| Hoth Wampa Cave           | 8089      | Wampa, Luke Skywalker, Zev Senesca, Skeleton                                                                                         | 2010        |                 | 297   |
| AT-AT Walker              | 8129      | C-3PO, Hoth Rebel, Luke Skywalker (Pilot), Ian Solo (Hoth, flight jacket, new design), Snowtrooper (due), AT-AT Pilot, General Veers | 2010        |                 | 815   |
| Hoth Echo Base            | 7879      | Luke Skywalker (Bacta tank), R-3PO, Principessa Leila, 2 Snowtroopers, Ian Solo, Chewbecca, Medical Droid 2-1B                       | 2011        |                 | 773   |
| Battle of Hoth            | 75014     | Luke Skywalker (snowspeeder outfit), General Rieekan, Hoth Rebel troopers (due), Snowtroopers (due)                                  | 2012        |                 | 426   |
| Snowspeeder               | 75049     | Luke Skywalker, Dak Ralter, Snowtrooper                                                                                              | agosto 2014 |                 | 279   |
| AT-AT                     | 75054     | General Veers, AT-AT driver, Snowtrooper Commander, Snowtrooper (due)                                                                | 2014        |                 | 1,138 |

### Set Ultimate-Collectors-Series
| Nome                 | Numero | Anno | Pezzi |
| -------------------- | ------ | ---- | ----- |
| Jedi Master Yoda     | 7194   | 2002 | 1,075 |
| Rebel Snowspeeder    | 10129  | 2004 | 1,457 |
| Super Star Destroyer | 10221  | 2011 | 3,152 |
| Boba Fett's Slave I  | 75060  | 2015 | 1,996 |

### Mini set
| Nome                     | Numero | Anno | Pezzi |
| ------------------------ | ------ | ---- | ----- |
| Mini AT-ST & Snowspeeder | 4486   | 2002 | 76    |
| Mini AT-AT               | 4489   | 2003 | 98    |
| Boba Fett's Slave I      | 6964   | 2005 |       |
| Mini TIE Fighter         | 8028   | 2008 |       |
| Mini Snowspeeder         | 8029   | 2008 |       |

## Il ritorno dello Jedi
Il sottotema di LEGO Star Wars dedicato al film Il ritorno dello Jedi e agli altri film della trilogia originale, è uscito per la prima volta nel 1999 col nome di Classic Star Wars. Gli eventi di questi episodi sono presenti anche nei videogiochi LEGO Star Wars II: La trilogia classica e LEGO Star Wars: La saga completa.
Di seguito una lista di tutti i set di Il ritorno dello Jedi:
| Nome                                               | Numero | Minifigure | Anno | Prezzo          | Pezzi |
| -------------------------------------------------- | ------ | --- | ---- | --------------- | ----- |
| Speeder Bikes                                      | 7128   | Luke Skywalker (Endor), Scout trooper (due) | 1999 | $9.99           | 90    |
| Star Wars n. 2                                     | 3341   | Ian Solo (gambe marroni), Luke Skywalker (cappuccio), Boba Fett | 2000 |                 | 20    |
| Star Wars n. 3                                     | 3342   | Chewbecca, Scout trooper (due) | 2000 |                 | 21    |
| Desert Skiff                                       | 7104   | Luke Skywalker (Skiff), Ian Solo | 2000 |                 | 53    |
| A-wing Fighter                                     | 7134   | A-wing pilot, Rebel mechanic | 2000 |                 | 123   |
| B-wing at Rebel Control Center                     | 7180   | Rebel pilot, Rebel mechanic, R4 unit | 2000 |                 | 338   |
| Imperial AT-ST                                     | 7127   | Chewbecca | 2001 |                 | 107   |
| Imperial Shuttle                                   | 7166   | Imperial pilot, Imperatore Palpatine, Emperor's Royal Guard (due) | 2001 |                 | 234   |
| Ewok Attack                                        | 7139   | Wicket, Paploo, Scout trooper, Stormtrooper | 2002 |                 | 119   |
| Final Duel I                                       | 7200   | Dart Fener, Imperatore Palpatine | 2002 | $6.99           | 29    |
| Final Duel II                                      | 7201   | Ufficiale Imperiale, Luke Skywalker, Stormtrooper | 2002 | $6.99           | 23    |
| Jabba's Message                                    | 4475   | C-3PO, R2-D2, Bib Fortuna | 2003 | $6.99           | 44    |
| Jabba's Prize                                      | 4476   | Guardia Gamorreana, Ian Solo (carbonite), Boba Fett | 2003 | $6.99           | 39    |
| Jabba's Palace                                     | 4480   | Jabba the Hutt, Principessa Leila (Slave), EV-9D9, droide Gonk, B'omarr Monk, Luke Skywalker (Jedi) | 2003 | $29.99          | 234   |
| Imperial Inspection                                | 7264   | Dart Fener, Imperatore Palpatine (faccia grigia), Stormtrooper (gambe stampate) (quattro), Guardia Reale dell'Imperatore (due), Ufficiale Imperiale (due)                                                        | 2005 | $49.99          | 367   |
| TIE Interceptor                                    | 6206   | Pilota di un caccia TIE | 2006 | $19.99 / €24.99 | 212   |
| A-wing Fighter                                     | 6207   | pilota di un A-wing, Meccanico ribelle | 2006 | $15.99          | 194   |
| B-wing Fighter                                     | 6208   | pilota di un B-wing, Ten Numb | 2006 | $34.99 / €34.99 | 435   |
| Jabba's Sail Barge                                 | 6210   | Jabba the Hutt, Luke Skywalker (Jedi), R2-D2 (con un vassoio da bevande), Principessa Leila (schiava), Lando Calrissian (Guardia dello Skiff), Ian Solo (Tatooine), Boba Fett (nuovo grigio), Guardia Gamorreana | 2006 | $74.99 / €89.99 | 781   |
| AT-ST                                              | 7657   | AT-ST Pilot | 2007 |                 | 244   |
| Home One Mon Calamari Starcruiser                  | 7754   | Ammiraglio Ackbar, Mon Mothma, General Madine, Lando Calrissian (General), A-wing Pilot, Mon Calimari Pilot | 2009 |                 | 789   |
| The Battle of Endor                                | 8038   | Ian Solo, Principessa Leila (Endor), Rebel Endor trooper (due), Scout trooper (due), Wicket (new mold), Paploo (new mold), Chief Chirpa, Chewbecca, Death Star Trooper, R2-D2 (new head)                         | 2009 |                 | 887   |
| Ewok Attack                                        | 7956   | Logray (new mold), Tokkat, Scout Trooper | 2011 |                 | 166   |
| Endor Rebel Trooper & Imperial Trooper Battle Pack | 9489   | Scout Trooper, Stormtrooper, Rebel Commando (due) | 2012 |                 | 74    |
| Desert Skiff                                       | 9496   | Boba Fett (Re-Designed, Leg Printing), Luke Skywalker (Jedi Re-Design), Kithaba, Lando Calrissian (Skiff Guard, Re-Designed)                                                                                     | 2012 |                 | 214   |
| Jabba's Palace                                     | 9516   | Jabba the Hutt (Re-Designed), Salacious B. Crumb, Oola, Chewbecca, Principessa Leila (Boushh Disguise), Bib Fortuna (Re-Designed), Ian Solo (Out of Carbonite), B'Omarr Monk, Gamorrean Guard                    | 2012 |                 | 717   |
| Rancor Pit                                         | 75005  | Luke Skywalker (Jedi Re-design, Double sided face), Rancor (New mold), Gamorrean Guard, Skeleton, Malakili | 2012 |                 | 380   |
| A-Wing                                             | 75003  | Ammiraglio Ackbar, Ian Solo, A-wing Pilot | 2013 |                 | 177   |
| Jabba's Sail Barge                                 | 75020  | Jabba the Hutt, Ree-Yees, R2-D2, Leila Organa (Slave Outfit), Max Rebo, Weequay | 2013 |                 | 850   |
| Ewok Village                                       | 10236  | Wicket, Ewok Warrior, Teebo, Chief Chirpa, Logray, Scout Trooper (due), Stormtrooper (due), Luke Skywalker (Jedi), Principessa Leila (Ewok), Ian Solo, Chewbecca, C-3PO, R2-D2, Rebel Commando (due)             | 2013 |                 | 1,990 |
| Death Star Final Duel                              | 75093  | Dart Fener (Redesign), Luke Skywalker, Palpatine, Emperor's Royal Guard (due) | 2015 |                 | 724   |
| Imperial Shuttle Tydirium                          | 75094  | Chewbecca, Endor Rebel Trooper (Nik Sant), Endor Rebel Trooper, Ian Solo, Principessa Leila | 2015 |                 | 937   |

### Set Ultimate-Collectors-Series
| Nome               | Numero | Anno | Prezzo  | Pezzi |
| ------------------ | ------ | ---- | ------- | ----- |
| TIE Interceptor    | 7181   | 2000 |         | 703   |
| Death Star II      | 10143  | 2005 | $299.99 | 3 449 |
| Imperial AT-ST     | 10174  | 2006 |         | 1,068 |
| Imperial Shuttle   | 10212  | 2010 |         | 2,503 |
| B-wing Starfighter | 10227  | 2012 |         | 1,486 |

### Mini set
| Nome                   | Numero | Anno | Pezzi |
| ---------------------- | ------ | ---- | ----- |
| Mini Millennium Falcon | 4488   | 2003 | 87    |
| Mini Imperial Shuttle  | 4494   | 2003 | 82    |
| Mini TIE Interceptor   | 6965   | 2004 | 32    |

## La minaccia fantasma
Basato sul film Star Wars: Episodio I - La minaccia fantasma, è un sottotema rilasciato come parte della linea LEGO Star Wars introdotta nel 1999. Fino ad oggi, dei 30 set creati per Episodio I, 22 ricreano numerose scene e astronavi basate sul film, tre Mini set, tre set TECHNIC e due set della Ultimate Collectors-Series. Gli eventi del film sono presenti anche nei videogiochi LEGO Star Wars: Il videogioco e LEGO Star Wars: La saga completa.
Di seguito la lista di tutti i set de La minaccia fantasma:
| Nome                                     | Numero | Minifigure | Anno | Pezzi |
| ---------------------------------------- | ------ | --- | ---- | ----- |
| Lightsaber Duel                          | 7101   | Darth Maul, Qui-Gon Jinn | 1999 | 52    |
| Droid Fighter                            | 7111   | Nessuna | 1999 | 62    |
| Naboo Swamp                              | 7121   | Droide da battaglia (due), Qui-Gon Jinn, Jar Jar Binks | 1999 | 81    |
| Anakin's Podracer                        | 7131   | Anakin Skywalker (sguscio), Padmé Amidala, Droide da box | 1999 | 136   |
| Naboo Fighter                            | 7141   | Anakin Skywalker (pilota), Droidi da battaglia (due), R2-D2 | 1999 | 179   |
| Sith Infiltrator                         | 7151   | Darth Maul | 1999 | 244   |
| Gungan Sub                               | 7161   | Obi-Wan Kenobi (cappuccio), Jar Jar Binks, Qui-Gon Jinn | 1999 | 379   |
| Mos Espa Podrace                         | 7171   | Anakin Skywalker (sguscio), Gasgano, Sebulba, R2-D2, Jar Jar Binks, Padmé Amidala, Qui-Gon Jinn, Droidi da box (tre)                                                            | 1999 | 896   |
| Star Wars n.4                            | 3343   | Droide da battaglia (due), Droide da battaglia commando | 2000 | 31    |
| Gungan Patrol                            | 7115   | Guerriero gungan, Jar Jar Binks | 2000 | 77    |
| Flash Speeder                            | 7124   | Ufficiale della sicurezza di Naboo | 2000 | 106   |
| Trade Federation AAT                     | 7155   | Droidi da battaglia (due) | 2000 | 158   |
| Podracer Bucket                          | 7159   | Jar Jar Binks, Anakin Skywalker (sguscio), Aldar Beedo | 2000 | 292   |
| Trade Federation MMT                     | 7184   | Droidi da battaglia (sette) | 2000 | 466   |
| Battle Droid Carrier                     | 7126   | Droidi da battaglia (sei), Droide da battaglia pilota | 2001 | 133   |
| Watto's Junkyard                         | 7186   | Watto, Aldar Beedo | 2001 | 443   |
| Jedi Defense I                           | 7203   | Obi-Wan Kenobi, Droideka (due) | 2002 | 53    |
| Jedi Defense II                          | 7204   | Droide da battaglia di sicurezza, Droide da battaglia commando, Qui-Gon Jinn | 2002 | 58    |
| Naboo N-1 Starfighter with Vulture Droid | 7660   | Anakin Skywalker (gambe piccole), Pilota di Naboo, R2-D2 | 2007 | 280   |
| Trade Federation MTT                     | 7662   | Droidi da battaglia (sedici) (nuove mani), Droidi da battaglia di sicurezza (due), Droidi da battaglia piloti (due), Droideka                                                   | 2007 | 1,330 |
| Sith Infiltrator (Limited edition)       | 7663   | Darth Maul (occhi gialli) | 2007 | 310   |
| Republic Cruiser                         | 7665   | R2-R7, Pilota dell'Incrociatore della Repubblica, Capitano dell'Incrociatore della Repubblica, Obi-Wan Kenobi (nuovo corpo e cappuccio), Qui-Gon Jinn (nuovo corpo e cappuccio) | 2007 | 919   |
| Naboo Fighter                            | 7877   | Anakin Skywalker (pilota) (ridisegnato), Droidi da battaglia di sicurezza, R2-D2, Pilota di Naboo                                                                               | 2011 | 318   |
| The Battle of Naboo                      | 7929   | Jar Jar Binks (nuova testa), Guerriero gungan (nuova testa), Droidi da battaglia pilota (nuovo corpo) (due), Droidi da battaglia (dodici)                                       | 2011 | 241   |
| Darth Maul's Sith Infiltrator            | 7961   | Darth Maul, Qui-Gon Jinn (ridisegnato), Padmé Naberrie (ridisegnata), Capitano Panaka                                                                                           | 2011 | 479   |
| Anakin's and Sebulba's Podracers         | 7962   | Anakin Skywalker (bambino), Sebulba, Wald, Obi-Wan Kenobi (Padawan) (ridisegnato), Watto (ridisegnato)                                                                          | 2011 | 810   |
| Gungan Sub                               | 9499   | Jar Jar, Qui-Gon Jinn (ridisegnato), Obi-Wan Kenobi (ridisegnato), Regina Amidala (ridisegnata)                                                                                 | 2012 | 465   |
| MTT                                      | 75058  | Qui-Gon Jinn, Obi-Wan Kenobi, Droide da battaglia, Droide da battaglia pilota, Ufficiale della sicurezza di Naboo, Droide PK-4                                                  | 2014 | 954   |
| AAT                                      | 75080  | Jar-Jar Binks, Droide da battaglia, Droide da battaglia pilota | 2015 | 251   |
| Battle Droid Troop Carrier               | 75086  | Droidi da battaglia pilota (due), Guerriero gungan (ridisegnato), Droidi da battaglia (dodici)                                                                                  | 2015 | 565   |
| Flash Speeder                            | 75091  | Droide da battaglia (due), Guardia di sicurezza di Naboo, Ufficiale della sicurezza di Naboo, Capitano Tarpals                                                                  | 2015 | 312   |
| Naboo Starfighter                        | 75092  | Anakin Skywalker, Obi-Wan Kenobi, Pilota di Naboo, R2-D2, Droidi da battaglia (due), Droidi da battaglia commando, Droideka (due)                                               | 2015 | 442   |

### Set Ultimate-Collectors-Series
| Nome              | Numero | Anno | Pezzi |
| ----------------- | ------ | ---- | ----- |
| Darth Maul Bust   | 10018  | 2001 | 1,860 |
| Naboo Starfighter | 10026  | 2002 | 187   |

### Mini set
| Nome                                        | Numero | Anno | Pezzi |
| ------------------------------------------- | ------ | ---- | ----- |
| Mini Sebulba's Podracer & Anakin's Podracer | 4485   | 2003 | 72    |
| Mini MTT                                    | 4491   | 2003 | 99    |
| Mini Sith Infiltrator                       | 4493   | 2004 | 55    |

### Set TECHNIC
| Nome            | Numero | Anno | Pezzi |
| --------------- | ------ | ---- | ----- |
| Pit Droid       | 8000   | 2000 | 217   |
| Battle Droid    | 8001   | 2000 | 328   |
| Destroyer Droid | 8002   | 2000 | 553   |

## L'attacco dei cloni
Star Wars: Episodio II - L'attacco dei cloni è il secondo sottotema della linea LEGO Star Wars, rilasciato inizialmente nel 2002 in concomitanza con l'uscita del film omonimo nei cinema. Gli eventi di questo episodio sono presenti anche nei videogiochi LEGO Star Wars: Il videogioco, LEGO Star Wars: La saga completa e all'inizio di LEGO Star Wars III: The Clone Wars. Questo è il più piccolo di sottotema di LEGO Star Wars e, anche se la maggioranza dei suoi set sono stati rilasciati nel 2002 e nel 2013, altri set ambientati nelle fasi finali del film sono usciti nel 2003. Sono stati realizzati anche alcuni set Mini e due modelli TECHNIC.
Di seguito la lista di tutti i set de L'attacco dei cloni:
| Nome                                          | Numero | Minifigure | Anno | Pezzi |
| --------------------------------------------- | ------ | --- | ---- | ----- |
| Jedi Duel                                     | 7103   | Conte Dooku, Yoda | 2002 | 81    |
| Tusken Raider Encounter                       | 7113   | Predoni Tusken (due), Anakin Skywalker                                                                                 | 2002 | 90    |
| Bounty Hunter Pursuit                         | 7133   | Obi-Wan Kenobi, Anakin Skywalker (senza mantello), Zam Wesell                                                          | 2002 | 253   |
| Jedi Starfighter                              | 7143   | Obi-Wan Kenobi (cuffia), R4-P17 (testa)                                                                                | 2002 | 138   |
| Jango Fett's Slave I                          | 7153   | Jango Fett, Boba Fett (bambino)                                                                                        | 2002 | 358   |
| Republic Gunship                              | 7163   | Clone trooper (Ep. II) (quattro), Cavaliere Jedi, Super droidi da battaglia (blu) (due), Droideka (one)                | 2002 | 686   |
| Geonosian Fighter                             | 4478   | Droidi da battaglia di Geonosis (due), Soldato geonosiano, Pilota geonosiano                                           | 2003 | 169   |
| Hailfire Droid                                | 4481   | Nessuna | 2003 | 681   |
| AT-TE                                         | 4482   | Clone trooper (Ep. II) (quattro)                                                                                       | 2003 | 646   |
| Clone Troopers vs Droidekas Battle Pack       | 75000  | Clone trooper sergente, Clone trooper, Droideka (due)                                                                  | 2013 | 124   |
| Jedi Starfighter & Planet Kamino              | 75006  | R4-P17 | 2013 | 61    |
| Republic Assault Ship & Planet Coruscant      | 75007  | Clone trooper | 2013 | 74    |
| Corporate Alliance Tank Droid                 | 75015  | Jango Fett, Clone trooper, Droide da battaglia                                                                         | 2013 | 271   |
| Homing Spider Droid                           | 75016  | Stass Allie, Clone trooper, Super droidi da battaglia (due)                                                            | 2013 | 295   |
| Duel on Geonosis                              | 75017  | Yoda (ridisegnato), Conte Dooku (ridisegnato), FA-4 (ridisegnato), Poggle il Minore                                    | 2013 | 391   |
| AT-TE                                         | 75019  | Mace Windu, Coleman Trebor, Clone trooper commando, Droide da battaglia, Droide da battaglia commando                  | 2013 | 794   |
| Republic Gunship                              | 75021  | Anakin Skywalker, Obi-Wan Kenobi, Padmé Amidala, Super droidi da battaglia (due), Clone trooper capitano, Clone pilota | 2013 | 1,175 |
| Hailfire Droid                                | 75085  | Clone Trooper luogotenente, Super droidi da battaglia (due)                                                            | 2015 | 163   |
| Jedi Starfighter with Hyperdrive Booster Ring | 75191  | Obi-Wan Kenobi, Jango Fett, Boba Fett, R4-P17                                                                          | 2017 | 825   |

### Set Ultimate-Collectors-Series
| Nome                       | Numero | Anno | Pezzi |
| -------------------------- | ------ | ---- | ----- |
| Obi-Wan's Jedi Starfighter | 10215  | 2010 | 676   |

### Mini set
| Nome                            | Numero | Anno | Pezzi |
| ------------------------------- | ------ | ---- | ----- |
| Mini Jedi Starfighter & Slave I | 4487   | 2002 | 53    |
| Mini Republic Gunship           | 4490   | 2003 | 102   |
| Mini AT-TE                      | 4495   | 2004 | 63    |

### Set TECHNIC
| Nome               | Numero | Anno | Pezzi |
| ------------------ | ------ | ---- | ----- |
| R2-D2              | 8009   | 2002 | 242   |
| Jango Fett         | 8011   | 2002 | 429   |
| Super Battle Droid | 8012   | 2002 | 381   |

## La vendetta dei Sith
Star Wars: Episodio III - La vendetta dei Sith è un sottotema della linea LEGO Star Wars. Il tema è stato creato nel 2005 in concomitanza con l'uscita del film omonimo, sesto in ordine di produzione e ultimo della trilogia prequel. Il sottotema ricrea le battaglie, veicoli, personaggi e luoghi visti nel film. Considerato il fatto che La vendetta dei Sith copre in parte il periodo delle guerre dei cloni, molti di questi set sono stati rifatti per il sottotema dedicato al film Star Wars: The Clone Wars e la serie omonima. Gli eventi del film sono stati riportati anche in due videogiochi: LEGO Star Wars: Il videogioco e LEGO Star Wars: La saga completa.
Di seguito la lista di tutti i set de La vendetta dei Sith:
| Nome                                          | Numero | Minifigure | Anno                                          | Pezzi |
| --------------------------------------------- | ------ | --- | --------------------------------------------- | ----- |
| Clone Scout Walker                            | 7250   | Clone trooper da ricognizione | 2005                                          | 108   |
| Dart Fener Transformation                     | 7251   | Dart Fener (senza mantello), Anakin Skywalker (bruciato), Droide medico                                                                                                  | 2005                                          | 53    |
| Droid Tri-Fighter                             | 7252   | Droide insetto | 2005                                          | 148   |
| General Grievous Chase                        | 7255   | Obi-Wan Kenobi, Generale Grievous | 2005                                          | 111   |
| Jedi Starfighter and Vulture Droid            | 7256   | Anakin Skywalker, R2-D2 (testa) | 2005                                          | 202   |
| Ultimate Lightsaber Duel                      | 7257   | Obi-Wan Kenobi (light-up lightsaber), Anakin Skywalker (light-up lightsaber)                                                                                             | 2005                                          | 282   |
| Wookiee Attack                                | 7258   | Guerrieri wookiee (due), Droidi da battaglia (due), Droide ragno | 2005                                          | 366   |
| ARC-170 Starfighter                           | 7259   | Cloni pilota (Ep. III) (tre), R4 droide astromeccanico (testa di R2) | 2005                                          | 396   |
| Wookiee Catamaran                             | 7260   | Clone scout trooper (due), Luminara Unduli (light-up lightsaber), Yoda, Chewbecca, Guerriero wookiee                                                                     | 2005                                          | 376   |
| Clone Turbo Tank                              | 7261   | Mace Windu (light-up lightsaber), Droidi da battaglia (due), Clone scout trooper, Clone trooper commando (spalline), Clone trooper (Ep. III), Clone jet trooper          | 2005 (2006 riedizione con spada laser spenta) | 801   |
| Ultimate Space Battle                         | 7283   | Anakin Skywalker, Obi-Wan Kenobi (cuffia), Droidi insetto (due), R2-D2 (testa), R4-P17 (testa) (ridisegnato)                                                             | 2005                                          | 567   |
| Episode III Collectors' Set                   | 65771  | Cloni pilota (Ep. III) (tre), R4 droide astromeccanico, Droide insetto                                                                                                   | 2005                                          | 586   |
| V-Wing Starfighter                            | 6205   | Clone pilota (Ep. III), Droide astromeccanico (testa) | 2006                                          | 118   |
| Droids Battle Pack                            | 7654   | Droidi da battaglia (Ep. III) (quattro), Super droidi da battaglia (tre)                                                                                                 | 2007                                          | 102   |
| Clone Troopers Battle Pack                    | 7655   | Clone trooper (Ep. III) (due), Star corps trooper, Shocktrooper (gambe bianche e nere)                                                                                   | 2007                                          | 58    |
| General Grievous Starfighter                  | 7656   | Generale Grievous (senza mantello) | 2007                                          | 232   |
| Jedi Starfighter with Hyperdrive Booster Ring | 7661   | Obi-Wan Kenobi (senza spada laser), Kit Fisto, R4-G9 (testa) | 2007                                          | 575   |
| AT-AP Walker                                  | 7671   | Shock trooper (gambe bianche) (due) | 2008                                          | 392   |
| ARC-170 Starfighter                           | 8088   | Clone pilota (nuovo casco), Capitano Jag, Kit Fisto, R4-P44 | 2010                                          | 396   |
| Republic Swamp Speeder                        | 8091   | Barriss Offee, Clone trooper (Ep. III, nuovo corpo), Droidi da battaglia (due), Super droide da battaglia                                                                | 2010                                          | 176   |
| Emperor Palpatine's Shuttle                   | 8096   | Imperatore Palpatine (Ep. III), Dart Fener (danneggiato), Clone pilota (nuovo casco), Droide medico                                                                      | 2010                                          | 592   |
| Anakin's Jedi Interceptor                     | 9494   | Anakin Skywalker (ridisegnato), Obi-wan Kenobi (ridisegnato), Nute Gunray (ridisegnato), R2-D2, Droide da battaglia di sicurezza, Droide di Mustafar                     | 2012                                          | 168   |
| Palpatine's Arrest                            | 9526   | Anakin Skywalker (ridisegnato, con mantello), Mace Windu (ridisegnato), Kit Fisto (mantello), Agen Kolar, Saesee Tiin (ridisegnato), Cancelliere Palpatine (ridisegnato) | 2012                                          | 645   |
| Kashyyyk Troopers                             | 75035  | Clone scout trooper (due), Clone trooper di Kashyyyk (due) | 2014                                          | 99    |
| Utapau Troopers                               | 75036  | Clone trooper 212º battaglione (due), Clone Paratrooper (due) | 2014                                          | 83    |
| Battle on Saleucami                           | 75037  | BARC Trooper, Droidi da battaglia (due), Super droidi da battaglia (due)                                                                                                 | 2014                                          | 178   |
| Jedi Interceptor                              | 75038  | Anakin Skywalker (cuffia), R2-D2 | 2014                                          | 223   |
| V-Wing Starfighter                            | 75039  | Pilota V-wing, Droide astromeccanico | 2014                                          | 201   |
| General Grievous Wheel Bike                   | 75040  | Generale Grievous (ridisegnato), Obi-Wan Kenobi (ridisegnato) | 2014                                          | 261   |
| Vulture Droid                                 | 75041  | Guerriero neimoidiano, Droide da battaglia pilota, Droide insetto (ridisegnato)                                                                                          | 2014                                          | 205   |
| Droid Gunship                                 | 75042  | Droide da battaglia, Clone scout trooper (ridisegnato), Super droide da battaglia, Chewbecca (ridisegnato)                                                               | 2014                                          | 439   |
| AT-AP                                         | 75043  | Droide da battaglia (due), Super droide da battaglia, Comandante Gree (ridisegnato), Capo Tarfful                                                                        | 2014                                          | 717   |
| Droid Tri-Fighter                             | 75044  | Droide da battaglia, Droide da battaglia di sicurezza, Droide insetto, Cancelliere Palpatine (ridisegnato)                                                               | 2014                                          | 262   |
| Obi-Wan's Jedi Interceptor                    | 75135  | Obi Wan Kenobi, R4-P17 | 2016                                          | 215   |
| Clone Turbo Tank                              | 75151  | Luminara Unduli (ridisegnata), Quinlan Vos (ridisegnato), Comandante Gree, Clone scout trooper, Droidi da battaglia (due)                                                | 2016                                          | 903   |
| Homing Spider Droid                           | 75142  | Yoda, Clone trooper di Kashyyyk, Droide da battaglia | 2016                                          | 310   |
| Dart Fener Transformation                     | 75183  | Imperatore Palpatine, Dart Fener, Anakin Skywalker | 2017                                          |       |

### Set Ultimate-Collectors-Series
| Nome             | Numero | Anno | Pezzi |
| ---------------- | ------ | ---- | ----- |
| General Grievous | 10186  | 2008 | 1,085 |

### Mini set
| Nome                              | Numero | Anno | Pezzi |
| --------------------------------- | ------ | ---- | ----- |
| Mini Jedi Starfighter             | 6966   | 2005 | 38    |
| Mini ARC-170 Starfighter          | 6967   | 2005 | 42    |
| Mini Clone Turbo Tank             | 20006  | 2008 | 64    |
| Mini General Grievous Starfighter | 8033   | 2009 | 44    |

## The Clone Wars
Star Wars: The Clone Wars è un sottotema parte della linea LEGO Star Wars e rilasciato per la prima volta nel 2008, in concomitanza con l'uscita di Star Wars: The Clone Wars e della serie omonima. Il sottotema ricrea vari veicoli, personaggi e luoghi visti delle guerre dei cloni, viste anche in Episodio II e III. Le prime due stagioni della serie sono state riprodotte nel videogioco LEGO Star Wars III: The Clone Wars.
Di seguito una lista di tutti i set parte della linea The Clone Wars:
| Nome                                                 | Numero | Minifigure | Anno | Pezzi- |
| ---------------------------------------------------- | ------ | --- | ---- | ------ |
| Anakin's Jedi Starfighter                            | 7669   | Anakin Skywalker (Clone Wars), R2-D2 | 2008 | 153    |
| Hailfire Droid and Spider Droid                      | 7670   | Commander Droid, Droide da battaglia (due), Super Battle Droid                                                                                      | 2008 | 249    |
| MagnaGuard Starfighter                               | 7673   | IG-100 MagnaGuard (due) | 2008 | 431    |
| V-19 Torrent                                         | 7674   | Clone Pilot | 2008 | 471    |
| AT-TE Walker                                         | 7675   | Anakin Skywalker (Clone Wars), Ahsoka Tano, Rotta the Hutt, Capitano Rex, Clone trooper (Clone Wars), Droidi da battaglia                           | 2008 | 799    |
| Republic Attack Gunship                              | 7676   | Obi-Wan Kenobi (Clone Wars), Asajj Ventress, Plo Koon, Comandante Cody, Clone Trooper (Clone Wars)                                                  | 2008 | 1,043  |
| Droid Gunship                                        | 7678   | Droide da battaglia (tre) | 2008 | 329    |
| Republic Fighter Tank                                | 7679   | Clone Trooper (Clone Wars) (due) | 2008 | 592    |
| The Twilight                                         | 7680   | Anakin Skywalker (Clone Wars), Ahsoka Tano, Rotta the Hutt, R2-D2                                                                                   | 2008 | 882    |
| Separatist Spider Droid                              | 7681   | Clone Trooper (Clone Wars), Commander Fox, Super Battle Droid, Battle Droid, Battle Droid Commander                                                 | 2008 | 206    |
| Corporate Alliance Droid                             | 7748   | Droide da battaglia (due), Jet-pack Clone Trooper (due)                                                                                             | 2009 | 216    |
| Ahsoka's Starfighter and Droids                      | 7751   | Ahsoka Tano, R7-A7, Vulture Droid, Buzz Droid (due)                                                                                                 | 2009 | 292    |
| Count Dooku's Solar Sailer                           | 7752   | Conte Dooku (Clone Wars), IG-100 MagnaGuard (due), Pilot Droid                                                                                      | 2009 | 385    |
| Pirate Tank                                          | 7753   | Obi-Wan Kenobi (Clone Wars), Hondo Ohnaka, Turk Falso                                                                                               | 2009 | 372    |
| Clone Walker Battle Pack                             | 8014   | Clone Commander, Clone Gunner, Clone Trooper (Clone Wars) (due)                                                                                     | 2009 | 72     |
| Assassin Droids Battle Pack                          | 8015   | Assassin Droid (due), Elite Assassin Droid (due) | 2009 | 92     |
| Hyena Droid Bomber                                   | 8016   | Rocket Droid (tre) | 2009 | 232    |
| Armored Assault Tank (AAT)                           | 8018   | Yoda (Clone Wars), Clone Trooper (Clone Wars), Droide da battaglia (due), Super Battle Droid (new arms) (tre)                                       | 2009 | 407    |
| Republic Attack Shuttle                              | 8019   | Mace Windu (Clone Wars), Clone Trooper (Clone Wars), Clone Pilot                                                                                    | 2009 | 636    |
| Separatist's Shuttle                                 | 8036   | Nute Gunray, Onaconda Farr, Droide da battaglia (due), Pilot battle droid                                                                           | 2009 | 259    |
| Anakin's Y-Wing Starfighter                          | 8037   | Anakin Skywalker (Clone Wars), Ahsoka Tano, R2-D2 (new head)                                                                                        | 2009 | 570    |
| Venator-Class Republic Attack Cruiser                | 8039   | Clone Pilot, Clone Gunner, Senate Commando (due), Cancelliere Palpatine (Clone Wars)                                                                | 2009 | 1,170  |
| Republic Dropship and AT-OT                          | 10195  | Clone Pilot (Clone Wars) (due), Clone Trooper (Clone Wars) (sei)                                                                                    | 2009 | 1,758  |
| Battle Droid on STAP                                 | 30004  | Droide da battaglia | 2009 | 28     |
| Clone Walker                                         | 30006  | Clone Trooper (Clone Wars) | 2009 | 31     |
| Freeco Speeder                                       | 8085   | Anakin Skywalker (Parka), Thi-Sen | 2010 | 177    |
| Droid Tri-Fighter                                    | 8086   | Rocket Battle Droid (due), Rocket Battle Droid Commander.                                                                                           | 2010 | 268    |
| Plo Koon's Starfighter                               | 8093   | Plo Koon, Astromech Droid (R7-F5) | 2010 | 175    |
| General Grievous's Starfighter                       | 8095   | Generale Grievous, Nahdar Vebb, A4-D droid | 2010 | 454    |
| Clone Turbo Tank                                     | 8098   | Anakin Skywalker (Clone Wars), Ahsoka Tano, Aayla Secura, Cad Bane, Clone Trooper (Clone Wars), Clone Commander                                     | 2010 | 1,141  |
| Cad Bane's Speeder                                   | 8128   | Cad Bane, Shahan Alama, Elite Assassin Droid, Senate Commando, Senate Commando Captain                                                              | 2010 | 318    |
| Mace Windu's Jedi Starfighter                        | 7868   | Mace Windu, R8-B7, Tactical Droid, Droide da battaglia (due)                                                                                        | 2011 | 313    |
| Battle for Geonosis                                  | 7869   | Luminara Unduli (Nuova testa), Capitano Rex, Super Battle Droid, Droide da battaglia (due)                                                          | 2011 | 331    |
| Clone Trooper Battle Pack                            | 7913   | Clone Commando, ARF Trooper, Clone Bomb Squad Trooper (due)                                                                                         | 2011 | 85     |
| Mandalorian Battle Pack                              | 7914   | Mandalorian Death Watch (quattro) | 2011 | 68     |
| Bounty Hunter Gunship                                | 7930   | Aurra Sing, Embo, Sugi, Assassin Droid | 2011 | 389    |
| T6 Jedi Shuttle                                      | 7931   | Obi-Wan Kenobi (Clone Wars), Anakin Skywalker, Shaak Ti e Saesee Tiin                                                                               | 2011 | 389    |
| Dathomir Speeder (noto anche come Sith Nightspeeder) | 7957   | Asajj Ventress, Anakin Skywalker, Savage Opress | 2011 | 213    |
| Geonosian Starfighter                                | 7959   | Geonosiano (Redesigned), Ki-Adi-Mundi, Comandante Cody                                                                                              | 2011 | 155    |
| Republic Frigate                                     | 7964   | Eeth Koth, Quinlan Vos, Yoda, Comandante Wolffe, Clone Trooper Wolfpack                                                                             | 2011 | 1,015  |
| Elite Clone Trooper & Commando Droid Battle Pack     | 9488   | ARC Trooper, ARF Trooper, Commando Droid (due) | 2012 | 98     |
| Geonosian Cannon                                     | 9491   | Comandante Gree, Barriss Offee (Clone Wars), Geonosiani (Clone Wars) (due)                                                                          | 2012 | 156    |
| Saesee Tiin's Jedi Starfighter                       | 9498   | Saesee Tiin, Even Piell, R3-D5 | 2012 | 244    |
| Malevolence                                          | 9515   | Conte Dooku (Clone Wars), Generale Grievous (Clone Wars), Anakin Skywalker (Clone Wars), Padmé Amidala, Battle Droid Commander, Droide da battaglia | 2012 | 1101   |
| AT-RT                                                | 75002  | Yoda, 501st Legion Clone Trooper, Commando Droid | 2013 | 222    |
| Z-95 Headhunter                                      | 75004  | 501st Legion Clone Trooper, Pong Krell, 501st Clone Pilot                                                                                           | 2013 | 373    |
| Mandalorian Speeder                                  | 75022  | Darth Maul (Gambe cibernetiche), Mandalorian Super Commando (due)                                                                                   | 2013 | 211    |
| Republic AV-7 Anti-Vehicle Cannon                    | 75045  | Plo Koon, Wolfpack Clone Trooper (Fase II) (due), Droideka                                                                                          | 2014 | 434    |
| Coruscant Police Gunship                             | 75046  | Anakin Sywalker (Clone Wars), Ahsoka Tano (Clone Wars), Shock Troopers (Fase II) (due)                                                              | 2014 | 481    |
| Yoda's Jedi Starfighter                              | 75168  | Yoda, R2-D2 | 2017 |        |

### Mini set
| Nome                         | Numero | Anno | Pezzi |
| ---------------------------- | ------ | ---- | ----- |
| Mini V-19 Torrent            | 8031   | 2008 | 66    |
| Mini Clone Turbo Tank        | 20006  | 2008 | 64    |
| Mini Republic Attack Cruiser | 20007  | 2009 | 84    |
| Mini AT-TE                   | 20009  | 2009 | 94    |
| Mini Republic Gunship        | 20010  | 2009 | 94    |
| Mini Republic Attack Shuttle | 30050  | 2012 | 54    |
| Mini Republic Frigate        | 30242  | 2013 | 45    |

## Rebels
Star Wars Rebels è uno dei sottotemi introdotto nel 2014 della linea tematica LEGO Star Wars. È stato rilasciato in concomitanza con l'uscita della serie televisiva animata Star Wars Rebels. Ad oggi, sono stati realizzati un totale di dieci set.
Di seguito la lista di tutti i set della linea Star Wars Rebels:
| Nome                                               | Numero | Minifigure                                                                        | Anno | Pezzi |
| -------------------------------------------------- | ------ | --------------------------------------------------------------------------------- | ---- | ----- |
| Star Wars Super Pack 2 in 1                        | 66512  | 6                                                                                 | 2014 | 1163  |
| The Phantom                                        | 75048  | Ezra Bridger, C1-10P                                                              | 2014 | 234   |
| The Ghost                                          | 75053  | Kanan Jarrus, Hera Syndulla, Zeb Orrelios, Stormtrooper                           | 2014 | 929   |
| Imperial Troop Transport                           | 75078  | Stormtrooper (quattro)                                                            | 2014 | 141   |
| TIE Advanced Prototype                             | 75082  | Tie Fighter Pilot, Imperial Officer, L'Inquisitore                                | 2015 | 355   |
| AT-DP                                              | 75083  | Agente Kallus, Stormtrooper (Rebels variant), AT-DP Pilot (due)                   | 2015 | 500   |
| Wookiee Gunship                                    | 75084  | Kanan Jarrus, Wulffwarro, Wookiee (due)                                           | 2015 | 570   |
| Ezra's Speeder Bike                                | 75090  | Ezra Bridger, Stormtrooper, Sabine Wren                                           | 2015 | 253   |
| Imperial Assault Carrier                           | 75106  | Sabine Wren, Agente Kallus, Imperial Officer, Astromech Droid, TIE Pilot (due)    | 2015 | 1216  |
| The Ghost                                          | 75127  | Hera Syndulla                                                                     | 2016 | 104   |
| Kanan Speeder Bike                                 | 75141  | Kanan Jarrus, Imperial Combat Driver, Stormtrooper                                | 2016 | 234   |
| 75150 Dart Fener's TIE Advanced and A-wing Fighter | 75150  | Dart Fener, Sabine Wren, A-wing pilot, Grand Moff Tarkin                          | 2016 | 702   |
| Captain Rex's AT-TE Walker                         | 75157  | Stormtrooper, Quinto Fratello, Comandante Gregor, Capitano Rex, Comandante Wolffe | 2016 | 972   |
| Rebel Combat Frigate                               | 75158  | Agente Kallus, Ahsoka Tano, C1-10P, Comandante Sato, Ezra Bridger                 | 2016 | 936   |
| The Phantom                                        | 75170  | C1-10P, Kanan Jarrus, Grand'ammiraglio Thrawn                                     | 2017 | 269   |

## Il risveglio della Forza
Star Wars - Il risveglio della Forza è un sottotema rilasciato per la prima volta nell'autunno 2015 e in primavera-estate 2016, come parte della linea LEGO Star Wars, in concomitanza con l'uscita del film Il risveglio della Forza nei cinema. Fino ad ora sono stati creati 22, alcuni dei quali sono basati su veicoli e su minifigures dei personaggi del film.
Di seguito una lista di tutti i set del film Il risveglio della Forza:
| Nome                                   | Numero | Minifigure | Anno | Pezzi |
| -------------------------------------- | ------ | --- | ---- | ----- |
| Rey's Speeder                          | 75099  | Rey, Unkar's Thug | 2015 | 193   |
| First Order Snowspeeder                | 75100  | First Order Snowtrooper Officer, First Order Snowtrooper (due)                                                          | 2015 | 444   |
| First Order Special Forces TIE Fighter | 75101  | First Order Officer, First Order Crew, First Order TIE Fighter Pilot (due)                                              | 2015 | 517   |
| Poe's X-Wing Fighter                   | 75102  | BB-8, Poe Dameron, Resistance X-wing Pilot, Resistance Ground Crew                                                      | 2015 | 717   |
| First Order Transporter                | 75103  | Capitano Phasma, First Order Flametrooper (due), First Order Stormtrooper (due), Resistance Soldier, Resistance Soldier | 2015 | 792   |
| Kylo Ren's Command Shuttle             | 75104  | First Order Officer, Generale Hux, Kylo Ren, First Order Stormstooper Officer, First Order Crew (due)                   | 2015 | 1005  |
| Millennium Falcon                      | 75105  | Ian Solo, Chewbecca, Finn, Rey, BB-8, Tasu Leech, Kanjiklub Gang Member                                                 | 2015 | 1329  |
| Battle on Takodana                     | 75139  | Maz Kanata, Kylo Ren, Finn, First Order Stormtrooper (due)                                                              | 2016 | 409   |
| Resistance Troop Transporter           | 75140  | Generale Organa, Resistance Trooper, Resistance Trooper, Ammiraglio Ackbar                                              | 2016 | 646   |
| Encounter on Jakku                     | 75148  | Rey, BB-8, Unkar Plutt, Teedo                                                                                           | 2016 | 530   |
| Resistance X-Wing Fighter              | 75149  | BB-8, Poe Damerom (normal), Lor San Tekka                                                                               | 2016 | 740   |

## Rogue One
Rogue One: A Star Wars Story è un sottotema della linea LEGO Star Wars rilasciato nell'autunno-primavera 2016 e nell'estate 2017, in concomitanza con l'uscita dello spin-off Rogue One: A Star Wars Story nei cinema.
Di seguito una lista di tutti i set di Rogue One:
| Nome                       | Numero | Minifigure                                                                    | Anno | Pezzi |
| -------------------------- | ------ | ----------------------------------------------------------------------------- | ---- | ----- |
| Imperial Assault Hovertank | 75152  | Chirrut Imwe, Imperial Hovertank Pilot                                        | 2016 | 385   |
| AT-ST Walker               | 75153  | Rebel Trooper, Baze Malbus, AT-ST Pilot                                       | 2016 | 449   |
| TIE Striker                | 75154  | Rebel Trooper, TIE Pilot, Imperial Shoretrooper, Imperial Ground Crew         | 2016 | 543   |
| Rebel U-Wing               | 75155  | Bistan, Rebel Trooper (due), U-wing Pilot, Cassian Andor, Jyn Erso            | 2016 | 659   |
| Krennic's Imperial Shuttle | 75156  | Direttore Orson Krennic, Imperial Death Trooper (due), K-2SO, Pao, Bodhi Rook | 2016 | 863   |
| Battle on Scarif           | 75171  | Jyn Erso, Cassian Andor, Imperial Shoretrooper                                | 2017 | 419   |
| Y-Wing Starfighter         | 75172  | Rebel Pilot, Admiral Raddus, Moroff, Rebel Astromech Droid, Stormtrooper      | 2017 | 691   |

## Star Wars Legends
Star Wars Legends ossia l'Universo espanso è un sottotema parte della linea LEGO Star Wars che contiene tutti i set tratti da serie, fumetti, romanzi usciti prima del 2014, anno in cui è stato istituito il nuovo canone dopo l'acquisizione della Lucasfilm da parte della The Walt Disney Company. Questo sottotema attualmente contiene tredici set ed è quello con meno prodotti mai realizzato.
Di seguito una lista di tutti i set de Star Wars Legends:
| Nome                                                      | Numero  | Minifigure                                                                    | Anno | Pezzi |
| --------------------------------------------------------- | ------- | ----------------------------------------------------------------------------- | ---- | ----- |
| TIE Collection                                            | 10131   | Dart Fener, TIE Pilot (due), Droid Brain                                      | 2004 | 682   |
| TIE Crawler                                               | 7664    | Shadow Trooper (due)                                                          | 2007 | 548   |
| Rogue Shadow (Star Wars: Il potere della Forza)           | 7672    | Dart Fener (danneggiato), Galen "Starkiller" Marek, Juno Eclipse              | 2008 | 482   |
| Imperial Speeder Bike                                     | 30005   | Stormtrooper                                                                  | 2009 | 33    |
| TIE Defender                                              | 8087    | TIE Pilot (nuovo casco), Stormtrooper                                         | 2010 | 304   |
| Imperial V-Wing Fighter                                   | 7915    | Imperial Clone Pilot, Astromech Droid                                         | 2011 | 139   |
| Republic Striker Starfighter                              | 9497    | Jace Malcom, T7-O1, Satele Shan                                               | 2012 | 376   |
| Sith Fury-Class Interceptor (Star Wars: The Old Republic) | 9500    | Darth Malgus, Sith Trooper (due)                                              | 2012 | 748   |
| Republic Troopers and Sith Troopers Battle Pack           | 75000   | Republic Trooper (due), Sith Trooper (due)                                    | 2013 | 63    |
| The Old Republic Battle Pack                              | 75001   | Republic Troopers (due), Sith Troopers (due)                                  | 2013 | 63    |
| Jek-14's Stealth Starfighter                              | 75018   | Jek-14, Cacciatore di taglie Separatista, Special Forces Clone Trooper, R4-G0 | 2013 | 550   |
| Jedi Defender Class Cruiser (Star Wars: The Old Republic) | 75025   | Guerriero Sith, Cavaliere Jedi, Console Jedi, Sith Trooper                    | 2013 | 927   |
| Darth Revan                                               | 5002123 | Darth Revan                                                                   | 2014 | 7     |
| Jedi Scout Fighter                                        | 75051   | Ithorian Jedi Master, Jek-14, Astromech Droid, RA-7 Protocol Droid            | 2014 | 490   |
| Anakin's Custom Jedi Starfighter (Star Wars: Clone Wars)  | 75087   | Anakin Skywalker, Asajj Ventress (nuova), R4-P22                              | 2015 | 370   |